# Hansot
Hansot är en ort i Indien.   Den ligger i distriktet Bharūch och delstaten Gujarat, i den västra delen av landet, 900 km sydväst om huvudstaden New Delhi. Hansot ligger 16 meter över havet och antalet invånare är 12 525.
Terrängen runt Hansot är mycket platt. Runt Hansot är det ganska tätbefolkat, med 149 invånare per kvadratkilometer. Närmaste större samhälle är Ankleshwar, 19,5 km öster om Hansot. Trakten runt Hansot består till största delen av jordbruksmark.